# جواز سفر أسترالي
جوازات سفر الأسترالية هي وثائق سفر تصدر للمواطنين الاسترالييين تحت قانون الجوازات الأسترالية عام 2005 من قبل مكتب الجوازات الأسترالية التابع لوزارة الشؤون الخارجية والتجارة في كل من أستراليا والخارج، ويتيح الجواز لحامله السفر دوليا. ويسمح للمواطنين الأستراليين بحمل جوازات سفر من دول أخرى، 

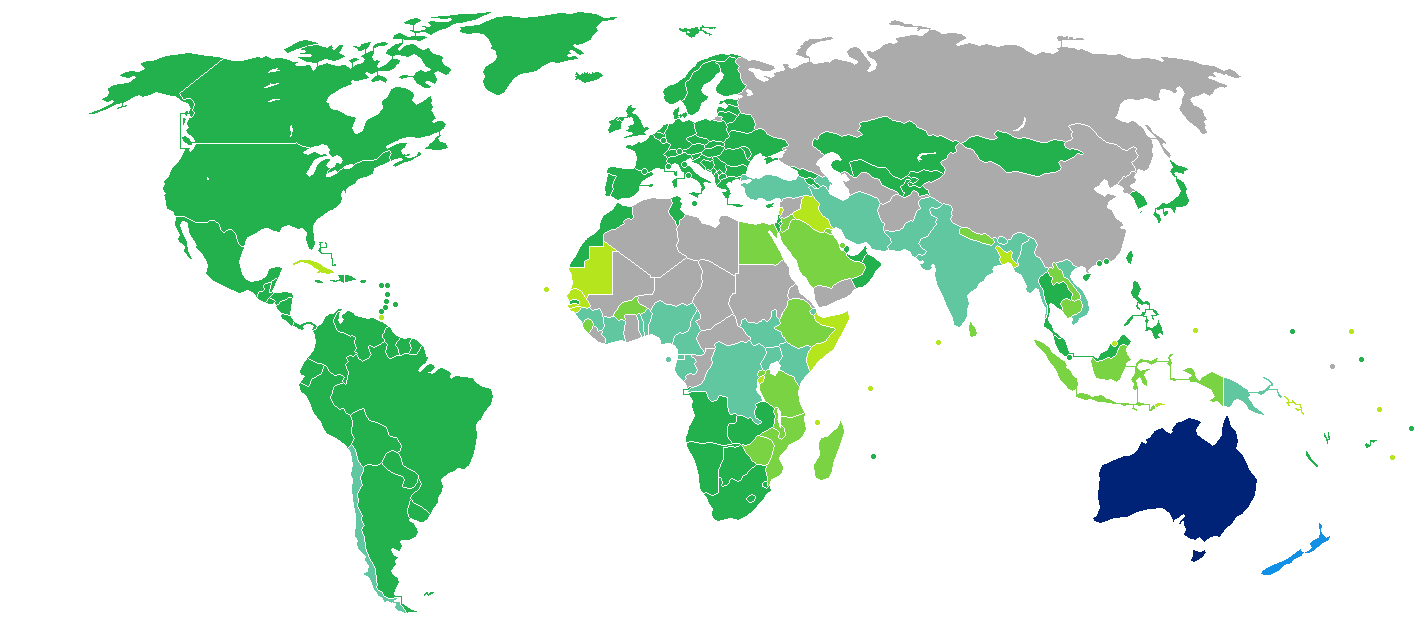
البلدان والأقاليم التي لا تفرض تأشيرة أو تطلب تأشيرة دخول عند الوصول للجهة، لحاملي جوازات السفر الاسترالية العادية.

## إنظر أيضا
- متطلبات الحصول على تأشيرة لمواطني أستراليا